# Occidozyga vittata
Occidozyga vittata es una especie  de anfibios de la familia Dicroglossidae.

## Distribución geográfica
Es endémica de Vietnam.

## Estado de conservación
Se encuentra amenazada de extinción por la pérdida de su hábitat natural.